# يانوس

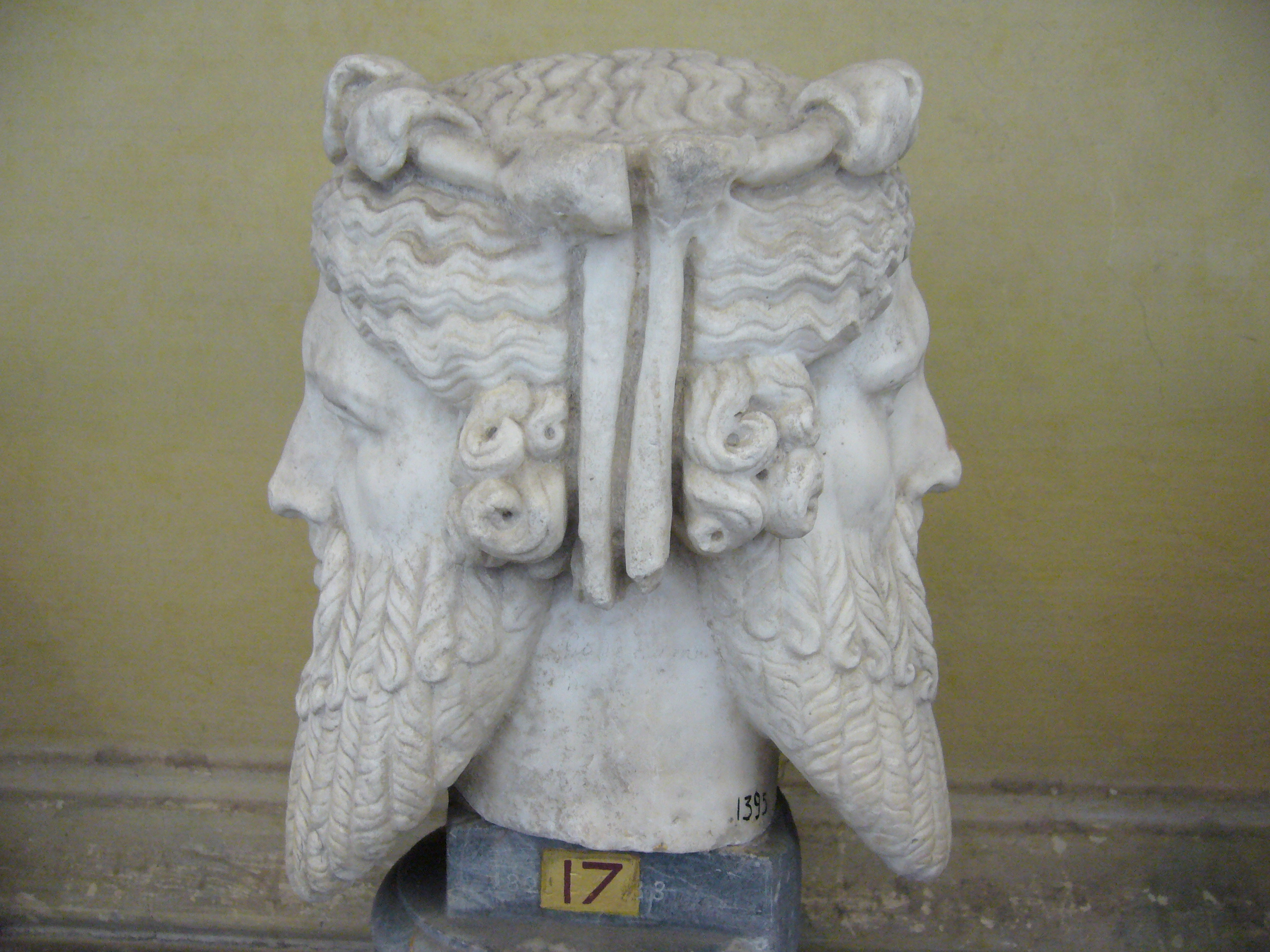
تمثال يمثل الإله يانوس موجود في متحف الفاتيكان

يانوس أو جانوس (باللاتينية: Ianus) هو إله البوابات والمداخل والانتقالات والطرق والممرات والمخارج في الميثولوجيا الرومانية، هذا الإله له وجهين، وجه ينظر للمستقبل ووجه ينظر للماضي، هو الإله التقليدي لشهر يناير ويعتبر أصل إسمه، ويعتبر حسب الميثولوجيا أنه مثير وحاسم النزاعات والحروب والسلام.